# Papiro 54

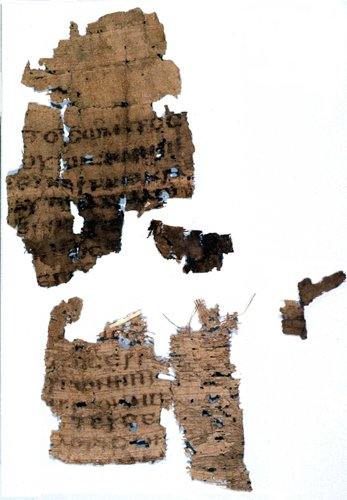
Papiro 54.

El Papiro 54 (en la numeración Gregory-Aland) designado como {\displaystyle {\mathfrak {P}}}54, es una copia antigua de una parte del Nuevo Testamento en griego. Es un manuscrito en papiro de la Epístola de Santiago y contiene únicamente la parte de Santiago 2:16-18.22-26; 3:2-4. Ha sido asignado paleográficamente al siglo V.
El texto griego de este códice es un representante del Tipo textual alejandrino, también conocido neutral o egipcio. Kurt Aland la designó a la Categoría III de los manuscritos del Nuevo Testamento.
Este papiro se encuentra en la Biblioteca de la Universidad de Princeton (P. Princ. 15, anteriormente Garrett Depots 7742), en Princeton (Nueva Jersey).